# Haile Selassie
Haile Selassie I (ቀዳማዊ ኃይለ ሥላሴ qädamawi haylä səllasé "Quyền lực của Chúa Ba ngôi") (23 tháng 7 năm 1892 – 27 tháng 8 năm 1975), sinh là Tafari Makonnen Woldemikael, là người đứng đầu Ethiopia từ năm 1916 đến năm 1930 và ông đã từng là Nhiếp chính toàn quyền của Ethiopia từ năm 1916. Ông là một nhân vật quan trọng trong lịch sử Ethiopia hiện đại. Ông là thành viên của triều đại Solomon, có nguồn gốc từ hoàng đế Menelik I.
Haile Selassie I đã cố gắng hiện đại hóa đất nước thông qua một loạt các cải cách chính trị và xã hội, bao gồm việc giới thiệu hiến pháp thành văn đầu tiên của Ethiopia và bãi bỏ chế độ nô lệ. Ông đã dẫn đầu những nỗ lực thất bại trong việc bảo vệ Ethiopia trong Chiến tranh Ý-Ethiopia lần thứ 2 và trải qua thời kỳ bị người Ý chiếm đóng khi đang lưu vong ở Anh. Ông trở lại lãnh đạo Ethiopia vào năm 1941 sau khi Đế quốc Anh đánh bại quân chiếm đóng Ý trong chiến dịch Đông Phi. Ông giải thể Liên bang Ethiopia và Eritrea được Đại hội đồng Liên Hợp Quốc thành lập vào năm 1950, và hợp nhất Eritrea thành một tỉnh của Ethiopia trong khi chiến đấu để ngăn chặn nền độc lập của họ. Quan điểm quốc tế chủ nghĩa của ông đã dẫn đến việc Ethiopia trở thành thành viên hiến chương của Liên hợp quốc. Năm 1963, ông chủ trì việc thành lập Tổ chức Thống nhất châu Phi, tiền thân của Liên minh châu Phi và là chủ tịch đầu tiên của tổ chức này. Ông bị lật đổ trong một cuộc đảo chính quân sự sau nạn đói năm 1973 ở Ethiopia và qua đời vào ngày 27 tháng 8 năm 1975 ở tuổi 83. Trong một số thành viên của phong trào Rastafari (được thành lập ở Ethiopia và sau đó được chuyển thể sang Jamaica vào những năm 1930 và số lượng tín đồ của họ hiện nay ước tính khoảng 700.000 đến 1.000.000), Haile Selassie được coi là đấng cứu thế trở lại của Kinh thánh, Thiên Chúa hiện thân. Mặc dù được gọi là "đấng cứu thế", Haile Selassie là một người theo đạo Cơ đốc và tuân theo các quy tắc của nhà thờ Chính thống Ethiopia. Ông đã bị một số nhà sử học chỉ trích vì đã trấn áp các cuộc nổi dậy của tầng lớp quý tộc trên cạn (mesafint), vốn luôn phản đối những cải cách của ông. Một số nhà phê bình cũng chỉ trích việc Ethiopia đã thất bại trong việc hiện đại hóa nhanh. Trong thời gian cai trị của ông, người Harari bị đàn áp và nhiều người rời khỏi Khu vực Harari. Chế độ của ông cũng bị các nhóm nhân quyền, chẳng hạn như Tổ chức Theo dõi Nhân quyền, chỉ trích là chuyên quyền và phi tự do.

## Con cái

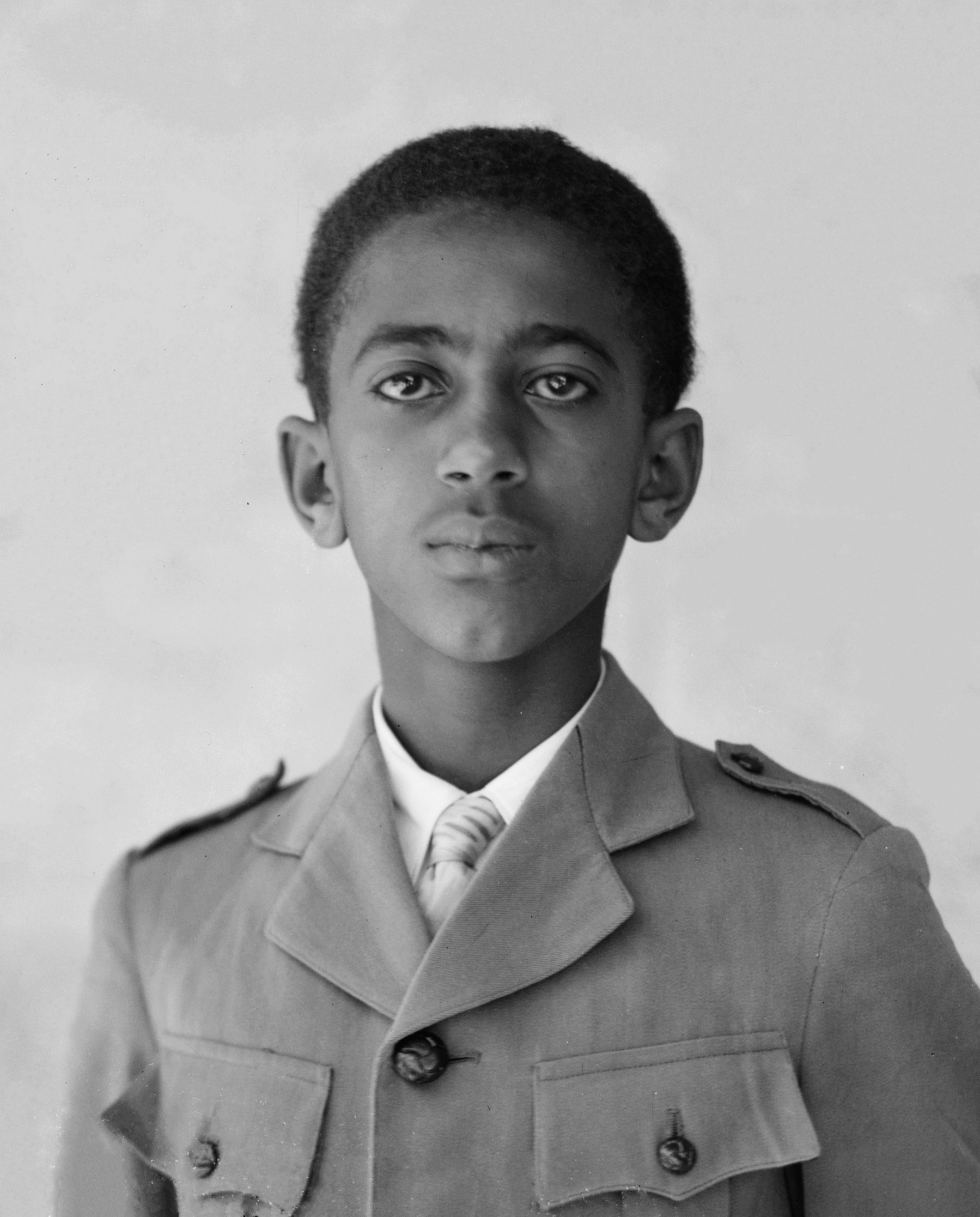
Asfaw Wossen, con trai lớn nhất của Haile Selassie I.

Với Menen Asfaw, Haile Selassie có sáu con: Công chúa Tenagnework, Hoàng tử Asfaw Wossen, Công chúa Tsehai, Công chúa Zenebework, Công chúa Makonnen, và Hoàng tử Sahle Selassie.